# غيل بالمر
غيل بالمر (بالإنجليزية: Gail Palmer)‏ هي منتجة أفلام وكاتِبة ومخرجة أمريكية، ولدت في 4 أبريل 1955 في سانت كلير في الولايات المتحدة.

## وصلات خارجية
- غيل بالمر على موقع IMDb (الإنجليزية)
- غيل بالمر على موقع قاعدة بيانات الأفلام السويدية (السويدية)
- غيل بالمر على موقع قاعدة بيانات الفيلم (الإنجليزية)
- غيل بالمر على موقع كينوبويسك (الروسية)